# Taeil
Moon Tae-il (hangul: 문태일 (); Seúl, 14 de junio de 1994), conocido monónimamente como Taeil, es un cantante surcoreano. Fue miembro de la boy band surcoreana NCT y de sus subunidades NCT U y NCT 127, bajo la administración de la discográfica SM Entertainment. Taeil debutó en abril de 2016 en la subunidad NCT U, y luego se unió a la subunidad NCT 127 en julio de 2016. Dejó NCT y sus subunidades el 28 de agosto de 2024 tras su escándalo por agresión sexual.

## Primeros años
Moon Tae-il nació el 14 de junio de 1994 en Seúl, Corea del Sur. En 2013, fue aceptado en el programa de Música Aplicada de la Universidad de Hanyang; ese año, dicho programa fue el más competitivo en el país para admisiones tempranas, superando a derecho y medicina en otras escuelas prestigiosas. Taeil decidió no inscribirse en la universidad tras ser aceptado como aprendiz en SM Entertainment.